# Жидичинский Николаевский монастырь
Жидичинский Николаевский монастырь — находился недалеко от города Луцка Волынской губернии, существовал уже в XIII веке, в XVI веке принял унию, с 1608 по 1826 служил местопребыванием униатских епископов. Упразднён в царствование Николая I. Богатый архив монастыря поступил в 1893 в волынское церковно-археологическое древлехранилище.
В 2003 году монастырь восстановлен как Жидичинский мужской монастырь Святителя Николая Мирликийских Чудотворца несколькими монахами, принадлежащими УПЦ КП, которые стали восстанавливать также скиты, ранее принадлежавшие Жидичинскому монастырю.